# Essau Kanyenda
Essau Kanyenda (Dedza, 27 de setembro de 1982) é um futebolista malauiano que atua como atacante.

## Carreira
Essau Kanyenda representou o elenco da Seleção Malauiana de Futebol no Campeonato Africano das Nações de 2010.